# The Chronological Classics: Fletcher Henderson and His Orchestra 1932-1934
| Recensione | Giudizio |
| ---------- | -------- |
| AllMusic   | [ 1 ]    |

The Chronological Classics: Fletcher Henderson and His Orchestra 1932-1934 è una compilation su CD del caporchestra e pianista jazz statunitense Fletcher Henderson, pubblicato dall'etichetta discografica francese Classics Records nel 1990.

## Tracce
1. Honeysuckle Rose – 3:10 (Andy Razaf, Fats Waller) – Registrato il 9 dicembre 1932 a New York
2. New King Porter Stomp – 3:05 (Jelly Roll Morton) – Registrato il 9 dicembre 1932 a New York
3. Underneath the Harlem Moon – 3:13 (Harry Revel, Mack Gordon) – Registrato il 9 dicembre 1932 a New York
4. Yeah Man! – 2:52 (Noble Sissle, Joseph Russel Robinson) – Registrato il 18 agosto 1933 a New York
5. King Porter's Stomp – 2:54 (Jelly Roll Morton) – Registrato il 18 agosto 1933 a New York
6. Queer Notions – 2:47 (Coleman Hawkins) – Registrato il 18 agosto 1933 a New York
7. Can You Take It? – 2:48 (Fletcher Henderson) – Registrato il 18 agosto 1933 a New York
8. Queer Notions – 2:31 (Coleman Hawkins) – Registrato il 22 settembre 1933 a New York
9. It's the Talk of the Town – 3:31 (Al J. Neiburg, Marty Symes, Jerry Livingston) – Registrato il 22 settembre 1933 a New York
10. Night Life – 3:24 (Will Hudson) – Registrato il 22 settembre 1933 a New York
11. Nagasaki – 3:26 (Harry Warren, Mort Dixon) – Registrato il 22 settembre 1933 a New York
12. Hocus Pocus – 3:16 (Will Hudson) – Registrato il 6 marzo 1934 a New York
13. Phanton Fantasie – 3:15 (Russ Morgan) – Registrato il 6 marzo 1934 a New York
14. Harlem Madness – 3:28 (Ned Williams, Fletcher Henderson) – Registrato il 6 marzo 1934 a New York
15. Tidal Wave – 3:02 (Will Hudson) – Registrato il 6 marzo 1934 a New York
16. Limehouse Blues – 2:36 (Douglas Furber, Philip Braham) – Registrato l'11 settembre 1934 a New York
17. Shangai Shuffle – 4:03 (Gene Rodemich, Larry Conley) – Registrato l'11 settembre 1934 a New York
18. Big John's Special – 2:48 (Fletcher Henderson) – Registrato l'11 settembre 1934 a New York
19. Happy as the Day Is Long – 2:45 (Ted Koehler, Harold Arlen) – Registrato l'11 settembre 1934 a New York
20. Tidal Wave – 3:03 (Will Hudson) – Registrato il 12 settembre 1934 a New York
21. Down South Camp Meetin' – 2:57 (Irving Mills, Fletcher Henderson) – Registrato il 12 settembre 1934 a New York
22. Wrappin' It Up – 2:38 (Fletcher Henderson) – Registrato il 12 settembre 1934 a New York
23. Memphis Blues – 2:34 (W. C. Handy) – Registrato il 12 settembre 1934 a New York

## Musicisti
Honeysuckle Rose / New King Porter Stomp / Underneath the Harlem Moon

(Fletcher Henderson and His Orchestra)
- Fletcher Henderson - piano, direttore orchestra
- Fletcher Henderson - arrangiamenti (brani: Honeysuckle Rose, arr. non certo - New King Porter Stomp)
- Fletcher Henderson - voce (brano: Underneath the Harlem Moon)
- Russell Smith - tromba
- Rex Stewart - tromba
- Bobby Stark - tromba
- J.C. Higginbotham - trombone
- Russell Procope - clarinetto, sassofono alto
- Hilton Jefferson - sassofono alto
- Coleman Hawkins - sassofono tenore
- Freddy White - chitarra
- John Kirby - contrabbasso
- Walter Johnson - batteria
- Claude Hopkins - arrangiamento (brano: Honeysuckle Rose)
- Katherine Handy - voce (brano: Underneath the Harlem Moon)

Yeah Man! / King Porter's Stomp / Queer Notions / Can You Take It?

(Fletcher Henderson and His Orchestra)
- Fletcher Henderson - pianoforte, direttore orchestra
- Fletcher Henderson - arrangiamento (brano: Can You Take It?)
- Horace Henderson - arrangiamenti (brani: Yeah Man! e Queer Notions)
- Russell Smith - tromba
- Bobby Stark - tromba
- Henry Allen - tromba
- Dicky Wells - trombone
- Sandy Williams - trombone (nei brani: Queer Notions e Can You Take It?)
- Russell Procope - clarinetto, sassofono alto
- Hilton Jefferson - clarinetto, sassofono alto
- Coleman Hawkins - clarinetto, sassofono tenore
- Bernard Addison - chitarra
- John Kirby - contrabbasso
- Walter Johnson - batteria

Queer Notions / It's the Talk of the Town / Night Life / Nagasaki

(Fletcher Henderson and His Orchestra)
- Fletcher Henderson - direttore orchestra
- Fletcher Henderson - arrangiamento (brano: It's the Talk of the Town)
- Henry Allen - tromba
- Henry Allen - voce (brano: Nagasaki)
- Dicky Wells - trombone
- Claude Jones - trombone
- Russell Procope - clarinetto, sassofono alto
- Hilton Jefferson - clarinetto, sassofono alto
- Coleman Hawkins - clarinetto, sassofono tenore
- Horace Henderson - pianoforte
- Horace Henderson - arrangiamento (brano: Queer Notions)
- Bernard Addison - chitarra
- John Kirby - contrabbasso
- Walter Johnson - batteria
- Will Hudson - arrangiamento (brano: Night Life)

Hocus Pocus / Phanton Fantasie / Harlem Madness / Tidal Wave

(Fletcher Henderson and His Orchestra)
- Fletcher Henderson - pianoforte, direttore orchestra
- Fletcher Henderson - arrangiamento (brano: Harlem Madness)
- Russell Smith - tromba
- Joe Thomas - tromba
- Henry Allen - tromba
- Claude Jones - trombone
- Keg Johnson - trombone
- Buster Bailey - clarinetto
- Russell Procope - clarinetto, sassofono alto
- Hilton Jefferson - clarinetto, sassofono alto
- Coleman Hawkins - clarinetto, sassofono tenore
- Bernard Addison - chitarra
- John Kirby - contrabbasso
- Vic Engle - batteria
- Charles Holland - voce (brano: Harlem Madness)
- Will Hudson - arrangiamento (brano: Hocus Pocus)
- Russ Morgan - arrangiamento (non certo su brano: Tidal Wave)

Limehouse Blues / Shangai Shuffle / Big John's Special / Happy as the Day Is Long

(Fletcher Henderson and His Orchestra)
- Fletcher Henderson - direttore orchestra
- Fletcher Henderson - pianoforte (solo nel brano: Limehouse Blues)
- Fletcher Henderson - arrangiamento (brano: Shangai Shuffle)
- Russell Smith - tromba
- Irving Randolph - tromba
- Henry Allen - tromba
- Claude Jones - trombone
- Keg Johnson - trombone
- Buster Bailey - clarinetto
- Russell Procope - sassofono alto
- Hilton Jefferson - sassofono alto
- Ben Webster - sassofono tenore
- Horace Henderson - pianoforte (brani: Shangai Shuffle, Big John's Special e Happy as the Day Is Long)
- Horace Henderson - arrangiamento (brano: Big John's Special)
- Lawrence Lucie - chitarra
- Elmer James - contrabbasso
- Walter Johnson - batteria
- Benny Carter - arrangiamenti (brani: Limehouse Blues e Happy as the Day Is Long)

Tidal Wave / Down South Camp Meetin' / Wrappin' It Up / Memphis Blues

(Fletcher Henderson and His Orchestra)
- Fletcher Henderson - direttore orchestra
- Fletcher Henderson - pianoforte (brani: Tidal Wave e Down South Camp Meetin')
- Fletcher Henderson - arrangiamenti (brani: Down South Camp Meetin, Wrappin' It Up e Memphis Blues)
- Horace Henderson - pianoforte (brani: Wrappin' It Up e Memphis Blues)
- Russell Smith - tromba
- Irving Randolph - tromba
- Henry Allen - tromba
- Claude Jones - trombone
- Keg Johnson - trombone
- Buster Bailey - clarinetto
- Russell Procope - clarinetto db
- Hilton Jefferson - clarinetto db
- Ben Webster - sassofono tenore
- Lawrence Lucie - chitarra
- Elmer James - contrabbasso
- Walter Johnson - batteria
- Russ Morgan - arrangiamento (brano: Tidal Wave)[2]